# Ada Novák
Ada (Adolf) Novák, také Áda Novák (12. února 1912 České Budějovice – 26. prosince 1990 České Budějovice), byl český grafik, malíř, fotograf, člen uměleckého sdružení Linie.

## Život
V letech 1930—1936 studoval malířství na Akademii výtvarných umění v Praze u profesorů Willi Nowaka a Josefa Loukoty a roku 1939 získal na AVU čestný rok. Od studentských let fotografoval a jako fotograf byl v letech 1932—1938 členem avantgardní skupiny Linie. Zároveň byl v letech 1934—1937 činný ve skupině sdružené kolem časopisu Jih. V letech 1939—1945 žil střídavě v Praze a Sedlci-Prčici, od roku 1946 trvale v Českých Budějovicích. Po zániku Linie byl 1941—1949 členem Sdružení jihočeských výtvarníků. 1934 navštívil Německo, 1954 Polsko, 1957 NDR a Maďarsko, 1961 SSSR, 1962 baltské republiky SSSR, 1963 NDR, 1966 Francii a Rakousko, 1967 Itálii a Maďarsko, 1968 Belgii a Holandsko, 1969 Itálii.
Do roku 1950 se věnoval také pedagogické činnosti na českobudějovické učňovské škole, poté se stal členem Svazu československých výtvarných umělců, později Svazu českých výtvarných umělců a živil se jako umělec na volné noze. Roku 1982 obdržel titul Zasloužilý umělec a Medaili za zásluhy o rozvoj města Českých Budějovic. Nejrozsáhlejší soubor jeho děl na papíře je ve sbírce AJG Hluboká. Osobní fond Ady Nováka, obsahující mj. jeho deníky, daroval jeho vnuk Dan Wlodarczyk v roce 2003 archivu Národní galerie v Praze.

## Dílo
Roku 1932 byl spoluiniciátorem první fotografické výstavy Linie (1932), na níž mimo jiné vystavil soubor fotografií moderní architektury v Českých Budějovicích. Vytvořil osobitý fotografický styl, který pracoval s malou hloubkou ostrosti a nezvyklými úhly záběru. Vycházel ze svého malířského školení a pracoval se světlem jako se základním formotvorným prvkem. Novákovo fotografické dílo paří v tvorbě skupiny Linie k nejpůvodnějším. Je řazeno k meziválečné fotografické avantgardě a vystavováno v zahraničí. Jeho fotografické studie, v nichž se pokoušel o světelnou modelaci tvaru, zahrnují portréty i běžné věci. Fotograf využíval měnící se hloubky ostrosti, od zaostření na detail až po rozostření na hranici ztráty identity snímaného předmětu. Abstrahoval od textury povrchu a zdůrazněním sumární světelné modelace naznačil i dynamický charakter vizuálního vnímání, včetně periferního vidění.
Linoryty Ady Nováka zaujímají ve tvorbě sdružení Linie solitérní postavení. Dokládají jeho východisko z postimpresionismu a poučení Picassovou tvorbou třicátých let, charakteristickou anatomickými deformacemi a odkazy surrealismu. Novák je podobně jako ve fotografii zcela zaujat problémem budování tvaru pomocí světla, které je zároveň zdrojem konstrukce i destrukce, stává se živlem, který stírá hranice mezi černou a bílou a narušuje jasnou definici tvaru. Jeho linoryty navazují tematicky na počátky českého expresionismu a na tvorbu Osmy a objevují se v nich shodná témata (U karet, 1939, Hudebníci, 1939).
Novákova iluzivní malba se až do sklonku 30. let rozcházela s avantgardním zaměřením skupiny Linie. Podobně jako jeho učitel Willi Nowak se věnoval vztahu barvy a světla a na modulaci tónů a polotónů. Tematicky souvisejí jeho obrazy s fotografickou tvorbou a zobrazují nearanžované pohledy na obyčejné věci v ateliéru. Jeho figurální malbu ve druhé polovině 30. let, ve stylu pozdního křivkového kubismu, ovlivnili patrně spolužáci Endre Nemes a Jakub Bauernfreund (Kolportér, 1938).
V 50. letech se přiklonil k socialistickému realismu a věnoval se převážně krajinomalbě, v níž zachytil především jihočeské motivy a okolí Českých Budějovic. Vytvořil si osobitý styl s uměřenou až pastelovou barevností a uvolněným rukopisem. V 70. letech převládá vertikální formát s charakteristickými nízkými horizonty a vysokým oblačným nebem.

### Zastoupení ve sbírkách
- Národní galerie v Praze
- Moravská galerie v Brně
- Alšova jihočeská galerie v Hluboké nad Vltavou
- Galerie výtvarného umění v Chebu
- Horácká galerie v Novém Městě na Moravě
- Jihočeské muzeum, České Budějovice
- Městské muzeum a galerie, Vodňany
- Muzeum Strakonice

### Výstavy fotografií (výběr)
- 1985 Czeska fotografia 1918–1938, Muzeum Sztuki w Łódzi
- 1992 Photos aus der Tschechoslowakei – die 30er und 40er Jahre, Galerie Carla Stützer, Kolín nad Rýnem
- 1993 El Arte de la Vanguardia en Checoslovaquia 1918–1938 / The Art of the Avant-garde in Czechoslovakia 1918–1938, Instituto Valenciano de Arte Moderno (IVAM), Valencie
- 1999 Modern Beauty: Tschechische Avantgarde – Fotografie 1918–1948, Die Neue Sammlung: The International Design Museum Munich (Staatliches Museum für angewandte Kunst), Mnichov
- 2004 Avantgarda o mnoha médiích: Josef Bartuška a skupina Linie 1931–1939, Obecní dům, Praha
- 2007/2008 Foto: Modernity in Central Europe, 1918–1945, National Gallery of Art, Washington D.C., The Solomon R. Guggenheim Museum, NY
- 2009 Tschechische Fotografie des 20. Jahrhunderts, Kunst- und Ausstellungshalle der Bundesrepublik Deutschland (Bundeskunsthalle), Bonn
- 2011 Obrazy z dějin fotografie české, Galerie Václava Špály, Praha